# Muroia nipponica
Muroia nipponica är en svampart som beskrevs av I. Hino & Katum. 1958. Muroia nipponica ingår i släktet Muroia och familjen Lophiostomataceae.   Inga underarter finns listade i Catalogue of Life.